# Fratello sole sorella luna/Preghiera semplice/Canzone di San Damiano
Fratello sole sorella luna/Preghiera semplice/Canzone di San Damiano è il quarto singolo a 45 giri di Claudio Baglioni, pubblicato in Italia dall'RCA Italiana nell'aprile del 1972.

## Descrizione
Il disco contiene tre canzoni, appartenenti alla colonna sonora del film Fratello sole, sorella luna di Franco Zeffirelli: la canzone omonima e Preghiera semplice, scritte da padre Jean-Marie Benjamin su musica di Riz Ortolani (autore anche dei brani strumentali presenti nella colonna sonora del film), e Canzone di san Damiano (unica canzone a non avere gli strumenti musicali), scritta sempre da padre Benjamin su musica di Donovan. Le canzoni sono arrangiate dal maestro Ortolani, la cui orchestra accompagnava il cantante.
Donovan inciderà poi tutte e tre le canzoni in inglese, e le inserirà in Brother Sun, Sister Moon (nella edizione internazionale del film di Zeffirelli, le canzoni sono infatti presenti nella sua versione).
Il singolo diventerà il maggior successo di vendite di Baglioni fino a quel momento, arrivando fino alla posizione numero 22 in classifica.
Tutti e tre i brani hanno avuto una particolare fortuna nelle celebrazioni liturgiche, per via dei testi che hanno molti richiami alla vita di san Francesco d'Assisi.

## Tracce
LATO A
1. Fratello sole sorella luna – 2:56 (Jean-Marie Benjamin, Riz Ortolani)

LATO B
1. Preghiera semplice – 2:40 (Jean-Marie Benjamin, Riz Ortolani)
2. Canzone di San Damiano – 2:20 (Jean-Marie Benjamin, Donovan)